# 57丁目 (マンハッタン)
57丁目（ごじゅうななちょうめ、英: 57th Street）は、ニューヨーク市マンハッタン区ミッドタウンを東西に横断する「数字名＋ストリート」と呼ばれる通り。ハドソン川沿いのウエスト・サイド高速道路下にあるピラミッド型のビルVIA 57 ウエストとその向かいのニューヨーク市衛生局の施設を起点に、マンハッタンを横断しイースト川沿いのFDRドライブ手前の小さな公園に至る。セントラル・パークの2ブロック南にあり、多くのレストランやショップが軒を連ねる繁華街である。

## ビリオネアズ・ロウ
2014年に竣工した全高306 mのOne57の建設に始まり、多くの超高級・超高層マンションが57丁目のおおよそセントラルパークの南端に並行する区間に建設中・計画中である。これらのビルに入っているユニットは幾度とニューヨーク市で最も高額な価格を記録するため、メディアは57丁目のこの区間を"ビリオネアズ・ロウ"（Billionaires' Row、億万長者の通り）と称すようになった。この通り上のその他のプロジェクトには、2015年に完成した426 mの432 パーク・アベニュー、2017年完成予定で438 mの111 西57丁目、そして2018年完成予定で541.0 mの225 西57丁目がある。また、新しく41 西57丁目の建設も提案されている。セントラル・パークを見下ろすこれらのビルは、経済上や景観上の理由からさまざまな議論を呼んでいる（周囲の通りやセントラルパークに大きな日陰を作ることなどが指摘されている）。
- 157 West 57th Street
- 432 Park Avenue
- 111 West 57th Street

## 周辺
東から西へ：

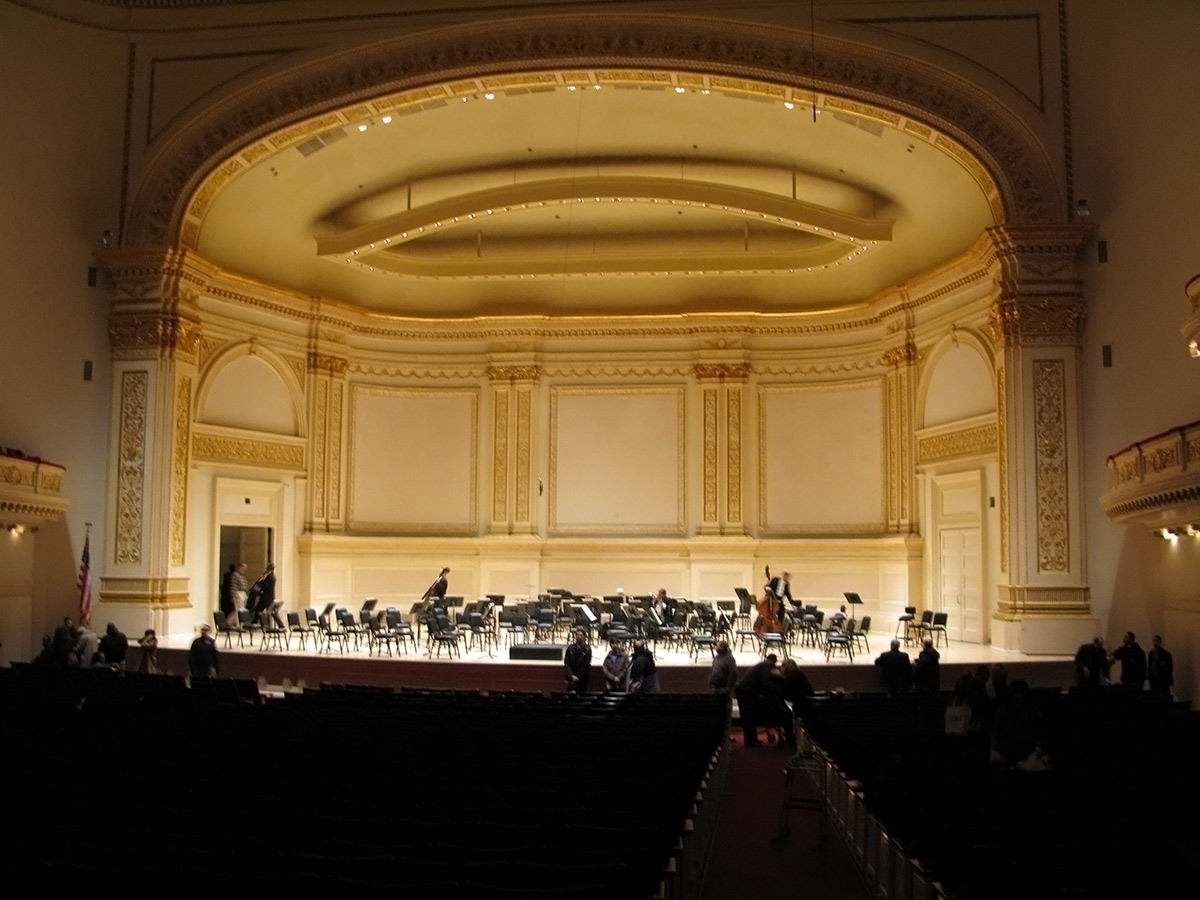
カーネギー・ホールの内装

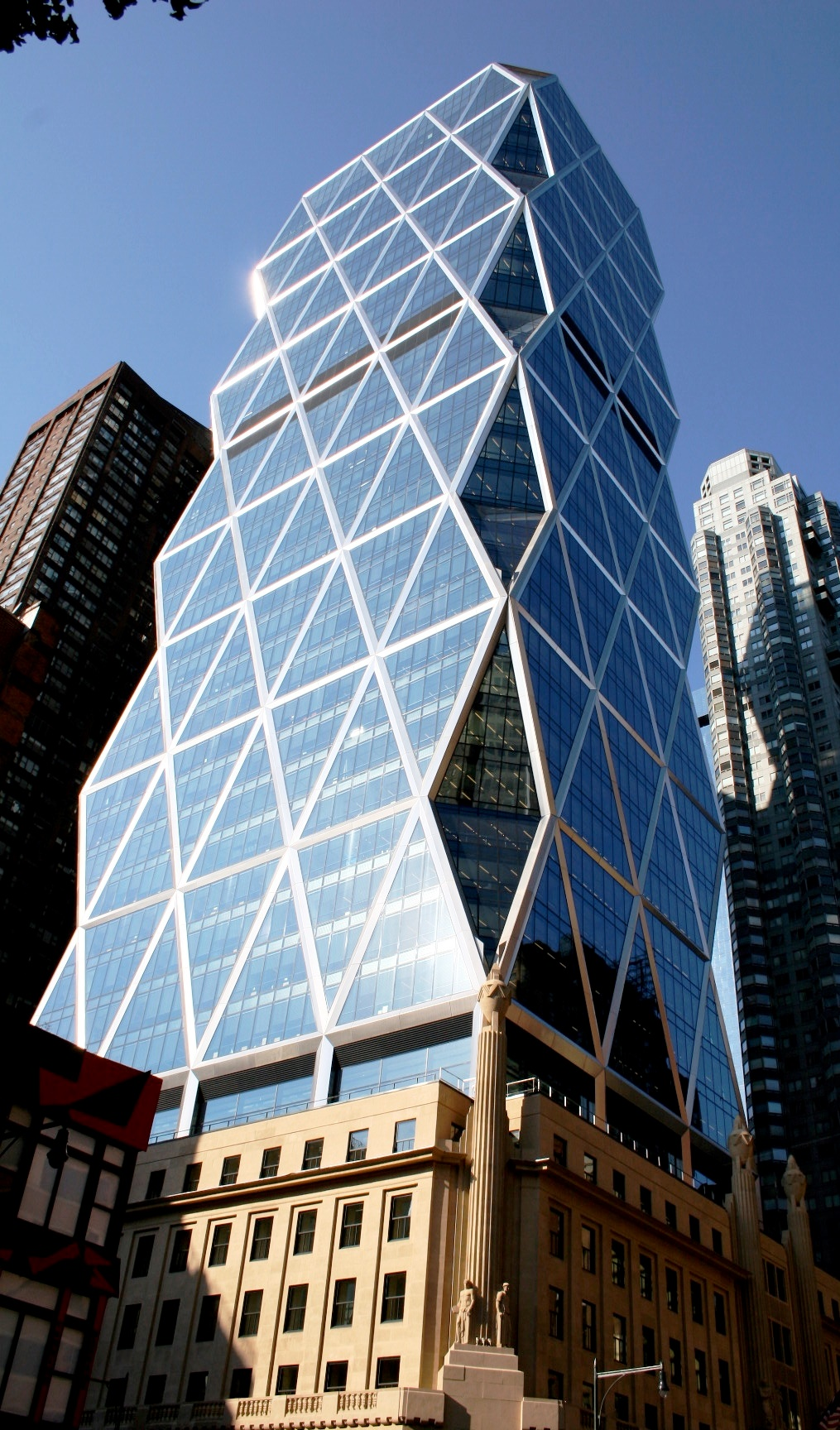
ハーストタワー at 300 West 57th Street

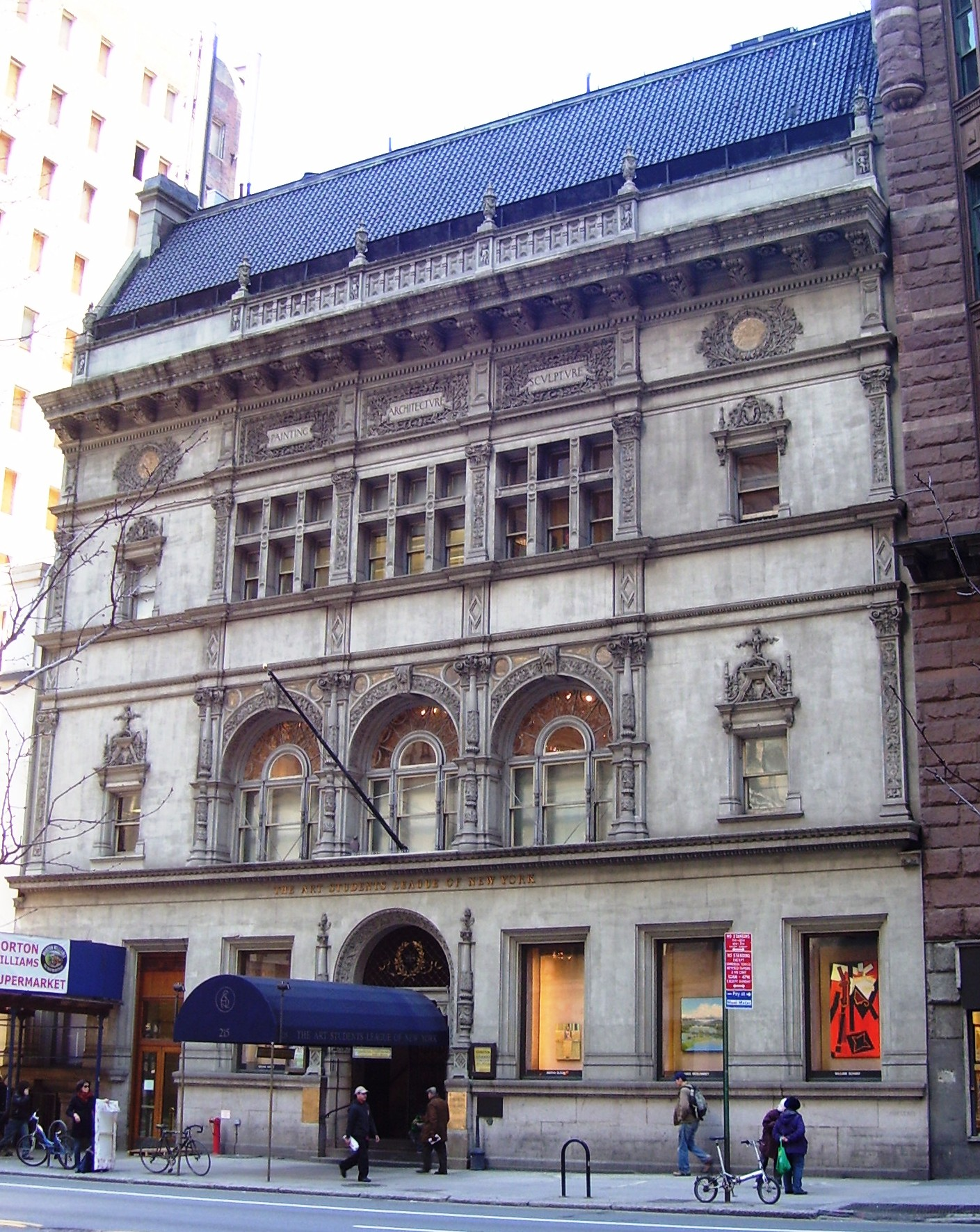
アート・スチューデンツ・リーグ at 215 West 57th Street

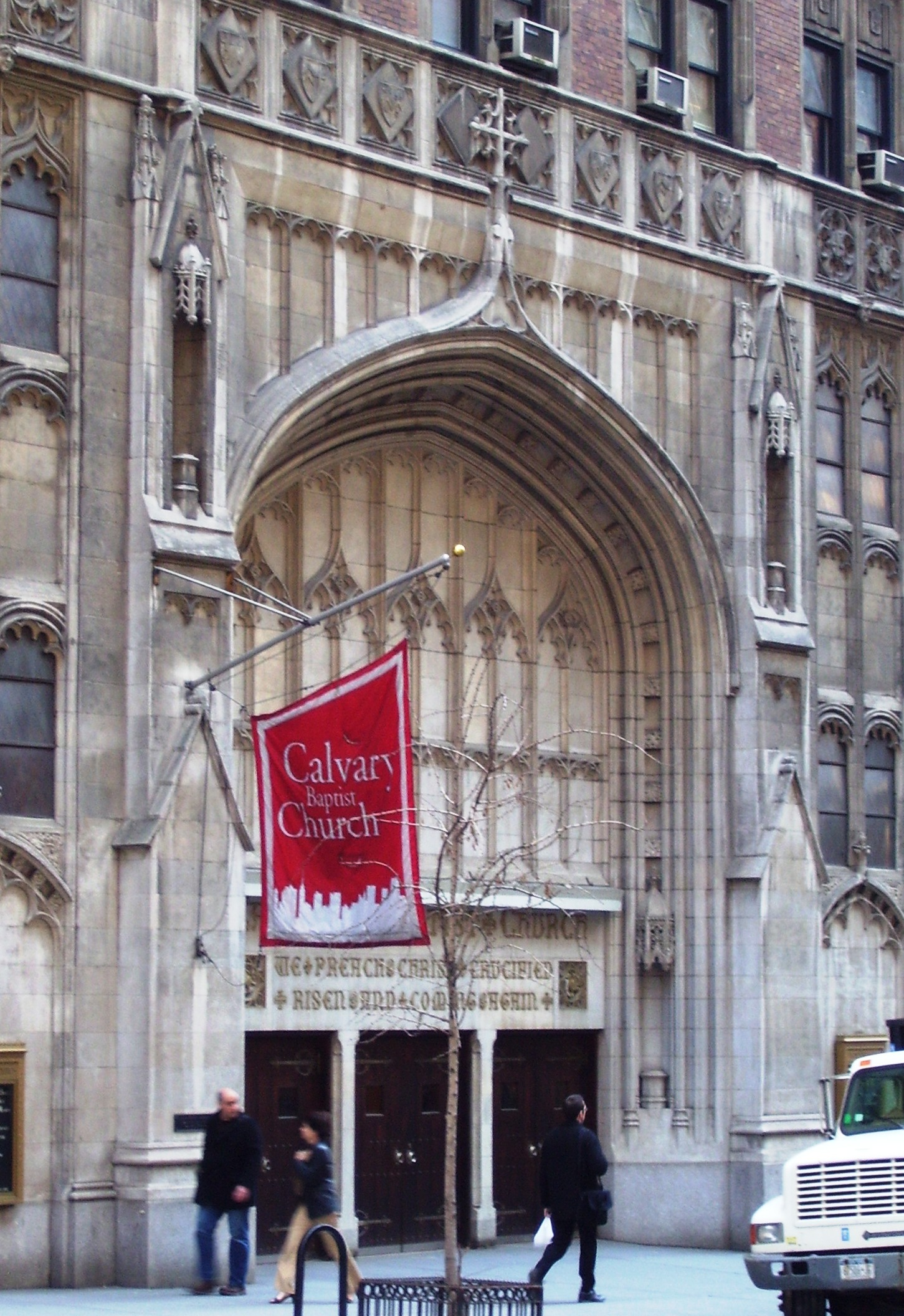
Calvary Baptist Church at 123 West 57th Street

- フォーシーズンズホテル - マジソン街～パーク街
- フラー・ビル - マジソン街
- Tourneau TimeMachine (本店) - マジソン街
- ティファニー - 5番街
- バーグドーフ・グッドマン - 5番街
- Ascot Chang - 5番街
- ワン 57 - 6番街〜7番街
- カーネギー・ホール - 7番街
- ロシアン・ティー・ルーム - カーネギーホール隣
- アート・スチューデンツ・リーグ - 7番街〜ブロードウェイ
- ハーストタワー - 8番街
- CBS放送センター - 10番街～11番街
- インターナショナル・フレバー・アンド・フレグランス - 10番街～11番街

## 接続路線
東から西へ：
- サットン・プレイス / サットン・プレイス・サウス
- 1番街
- 2番街
- 3番街
- レキシントン街
- パーク街
- マジソン街
- 5番街 - この5番街を境に東57丁目と西57丁目に分かれる
- 6番街 (アメリカ街)
- 7番街
- ブロードウェイ
- 8番街
- 9番街
- 10番街
- 11番街
- ウエスト・サイド高速道路